# Article 159 de la Constitution belge
L'article 159 de la Constitution belge fait partie du titre III Des pouvoirs. Il consacre le principe de l'exception d'illégalité : les juges de l'ordre juridictionnel doivent, dans le cadre d'un procès, écarter l'application des normes réglementaires contraires aux normes législatives.
Il date du 7 février 1831 et était à l'origine — sous l'ancienne numérotation — l'article 107. Il n'a jamais été révisé.

## Texte
« Les cours et tribunaux n'appliqueront les arrêtés et règlements généraux, provinciaux et locaux, qu'autant qu'ils seront conformes aux lois. »

## Interprétation
Le principe de légalité est consacré dans l'article qui indique qu'il n'y a nulle peine sans lois. À l'origine, l'article avait une interprétation restrictive, le juge ne « pouvait refuser l'application des arrêtés et règlements que dans le cadre d’un litige existant ». Des actes administratifs illégaux ne pouvaient être contestés devant le juge. Il peut les déclarer inapplicables mais ne peut les annuler La jurisprudence déclare ainsi que l'autorité était irresponsable dans les « actes des pouvoirs publics », l'action en justice n'est possible que pour les « actes administratifs de droit privé ». Cette distinction est supprimée par l'arrêt de la Cour de cassation du 5 novembre 1920 dit arrêt Flandria. Depuis sa création en 1946, le Conseil d'État a le pouvoir d'annuler les arrêtés administratifs illégaux.
Dans les années 1950, la jurisprudence évolua, le juge peut faire une censure active en contestant l'acte administratif.